# Kasane

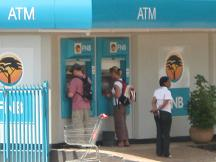
Bankomat v Kasane

Kasane je město v Botswaně, v blízkosti afrického "čtyřmezí", místa, kde se skoro potkávají čtyři státy: Botswana, Namibie, Zambie a Zimbabwe. Nachází se na severovýchodním koridoru Botswany, kde slouží jako administrativní centrum okresu Chobe. V roce 2001 žilo v Kasane 7,638 obyvatel.
Kasane krátce získalo mezinárodní ohlas jako místo nového sňatku Elizabeth Taylorové s Richardem Burtonem v roce 1975.

## Doprava
Město leží na jižním břehu řeky Kwando, která tvoří hranici Botswany s namibijským Capriviho pruhem. Namibijský ostrov Impalila leží naproti městu na everním břehu řeky, kde se nachází hraniční přechod do Namibie. 8 km daleko na východ od Kasane se nachází vesnice Kazungula, která se nachází na ústí řeky Kwando do řeky Zambezi.
Kasane se nachází na severním konci asfaltové dálnice od Francistown do Gaborone, která je regionální silnice mezi jižní a střední Afrikou, zejména pro nákladní automobily, které jsou příliš těžké na to, aby jely po mostě nad Viktoriinými vodopády. K dispozici je také asfaltová silnice na Namibijské hranici dlouhé 51 km západně v městě Ngoma.
Kasane se nachází na severovýchodní hranici národního parku Chobe a jeho silničního spojení, které je populární přístupový bod pro turisty do parku, včetně těch, kteří chtějí vidět deltu Okavanga, Capriviho pruh či Viktoriiny vodopády.
Nedaleko města se nachází letiště Kasane.

## Turistické atrakce
Kasane má řadu kempů a chat (ubytování orientované k podnikání se safari). Tyto chaty nabízejí jednodenní výlety do národního parku Chobe a výlety lodí na řece Kwando.
Krokodýlí farma Chobe je turistická atrakce nacházející se 8 km na východ od Kasane ve vesnici Kazungula.